# Stefaan Vermuyten

When the Living is Easy, 2016, acrylic on canvas, 70 x 60 cm, private collection

Stefaan Vermuyten (Mechelen, 1959) is een  Belgische schilder. 

## Biografie
Stefaan Vermuyten groeit op in de jaren 60 en 70 van de 20e eeuw in een Mechels arbeidersgezin.  Zijn oogproblemen maken hem tot een wat eenzelvige knaap die zich liefst al knutselend bezighoudt. Op zijn zestiende ontdekt hij toevallig de schilderijen van Giorgio De Chirico. Hij begint zelf te schilderen. Zijn eerste beeldende creaties zet hij met latexverf op behangselpapier.
De jonge Vermuyten geeft een drukkersopleiding in Gent al na één jaar op en trekt, ‘vastbesloten kunstenaar te worden’, in 1981 naar Antwerpen.  In CC Berchem wordt voor het eerst werk van hem getoond: schilderijen op geribbeld karton. Een ontmoeting rond 1985 met de beginnende schilders Luc Tuymans (1958) en Bert De Beul (1961) is beslissend voor Stefaan Vermuytens verdere levensloop. Met hen vormt hij enkele jaren een onafscheidelijk trio dat intense conversaties voert over (hun) kunst.  Vermuyten, die in tegenstelling met Tuymans en De Beul een autodidact is,  heeft een ‘verfrissende, verrassende en ook grappige’ inbreng in de gesprekken.
Stefaan Vermuyten wordt door Luc Tuymans bij twee Antwerpse galeries geïntroduceerd, eerst in ‘Ruimte Morguen’ (1988) en later in ‘Zeno X ‘ (1990). Tussen 1988 en 1990 exposeert hij tweemaal solo in ‘Ruimte Morguen’ en tweemaal neemt hij deel aan buitenlandse groepstentoonstellingen van de galerie (in Keulen en Ivry-sur-Seine). Hij toont er schilderijen op papier en kleine installaties. Een expo met tekeningen in het najaar van 1990 in ‘Galerie Zeno X’ had voor Vermuyten, zoals voor Tuymans, een opstap naar een bredere bekendheid in de kunstwereld en bij het grote publiek kunnen zijn. Maar hij besluit na de tentoonstelling uit onvrede met zijn eigen werk en met het artistieke milieu zijn kunstenaarsbestaan on hold te zetten.
Vermuyten schoolt zich om tot pianostemmer en blijft ondertussen tekenen. Hij vult complete schetsboeken en tekent eveneens op MDF, waarop hij na een tijd ook begint te schilderen. Een rugkwaal verplicht hem te stoppen met het stemmen van piano’s. Onder impuls van Jean-Pierre Temmerman (1957-2017) waagt hij zich terug in het kunstmilieu en samen met deze multimediakunstenaar stelt hij in 2004 tentoon in galerie ‘De Ziener’ in Asse. De kunstkritiek is onder de indruk van Vermuytens nieuwe schilderwerk. Luk Lambrecht in De Morgen meldt dat hij erin slaagt ‘met verve schilderkunst te maken die ook in de betere internationale kunsthuizen zou kunnen gedijen’.
Vanaf 2004 exposeert Stefaan Vermuyten geregeld solo in ‘Galerie De Ziener’ en elders en wordt zijn werk  regelmatig opgenomen in groepsexposities in België en Nederland. Zijn schilderijen vallen op door hun virtuositeit en hun ontregelende werking, maar toch vooral door hun grote verscheidenheid. ‘Stijl is stilstand’, stelt hij zelf en ook in de kritiek komt de diversiteit steeds terug. De schilderijen lijken ‘onderling met elkaar overhoop te liggen’, schrijft Thibaut Verhoeven in 2006. Indra Devriendt valt hem, wat zakelijker, bij in (H)ART (2007): ‘Hij zoekt naar nieuwe benaderingswijzen en creëert zo een combinatie van stijlen’. De blog ‘Waterschoenen’ noemt hem in hetzelfde jaar een ‘schilderkunstige omnivoor’.
Eind 2021 is er in De Markten in Brussel een overzichtstentoonstelling van het werk van Stefaan Vermuyten. Tegelijk verschijnt bij MER - Borgerhoff & Lamberigts de publicatie Stefaan Vermuyten, ‘Stijl is stilstand’ met literaire, essayistische en kunsthistorische bijdragen van Bart Janssen, Luk Lambrecht, Koen Peeters, Ingrid Vandepaer en Jef Van Eynde. 

## Tentoonstellingen
- 2025 'The Hand Folllows the Mind', Hilde Vandaele Gallery, Kortrijk 2025 'Discipline', 3J Gallery, Knokke (solo)
- 2025 Schrijfkamer / Lab / Wunderkammer, Koen Peeters, BAC Art Lab, Leuven
- 2025 'The Pencil Show', CC Zwaneberg, Heist-op-den-Berg
- 2023 'Sunday Solitude', Galerie De Ziener, Asse (solo)
- 2023 'Undercover', Demian (antiquariaat en uitgeverij), Antwerpen (solo)
- 2023 'Verzamelarts', Gent
- 2022 'One day at  the Academy', Atelier Koen van den Broek, Antwerpen (met Koen van den Broek, Joke Hansen en Lieve Kauwenberghs)
- 2022 'Fik Van Gestel invites', Galerie Zwart Huis, Brussel (met Fik Van Gestel, Stefan Peters, Michaël de Kok, Wannes Lecompte en Colin Waeghe)
- 2022 Wals, Herzele (met Henk Delabie, Wannes Lecompte en Denitsa Todorova)
- 2022 Art Galerie 3J, Knokke (met Jo De Smedt en Nick Andrews)
- 2022 20 jaar Galerie EL, Welle
- 2021 ‘Stijl is stilstand’ , De Markten,  Brussel (solo)
- 2021 ‘On the run’, Galerie De Ziener, Asse (solo)
- 2020 ‘Over tijd - du temps’, De Markten, Brussel
- 2019 Kunstenfestival Watou "Saudade"
- 2018 'Full Moon Hunting', Galerie De Ziener, Asse (solo)
- 2018 The Eye is the Centre / Magnify Me’, Anke Roder en haar keuze, De Ketelfactory, Schiedam
- 2017 'Identities', Galerie EL, Welle
- 2017 'GrondSalons', Onderzoeksgroep FRAME, UHasselt
- 2016 'The big jump', Galerie De Ziener, Asse (solo)
- 2015 'Minimal comics', Ruimte Morguen, Antwerpen (solo)
- 2014 Kunstproject 'Van stof tot Asse', Asse
- 2013 Galerie De Ziener, Asse (solo);
- 2013 Galerie EL, Welle
- 2013 'No lights oN', CC 't Vondel, Halle
- 2012 Secret Kitchen, Temse (met Jo De Smedt)
- 2011 Galerie De Ziener, Asse (solo)
- 2011 'Fragiel', Cultuurcentrum Hasselt
- 2010 De Markten, Brussel (met ‘BETONROT‘ en Marie-Thérèse De Clercq)
- 2007 Galerie De Ziener, Asse (solo)
- 2006 Galerie Transit, Mechelen  (met Rigo Schmidt)
- 2005 Kunstproject 'Van stof tot Asse', Asse
- 2004 Galerie De Ziener, Asse (met Jean-Pierre Temmerman)
- 1990 Credac, Ivry sur Seine - Paris (met Dirk Paesmans, Marc Schepers en Luc Tuymans)
- 1990 'Tekeningen', Zeno X, Antwerpen (solo)
- 1989 Maerz, Köln (met Danny Devos, Marc Schepers en Luc Tuymans)
- 1989 Ruimte Morguen, Antwerpen (solo)
- 1988 Ruimte Morguen, Antwerpen (solo)

## Collecties
- Mu.ZEE, Oostende
- MuHKA, Antwerpen
- Provincie Vlaams Brabant
- Collectie van de Vlaamse Gemeenschap

## Publicaties
- Van stof tot Asse, boek uitgegeven n.a.v. van de  6de editie van de gelijknamige kunstmanifestatie in Asse, uitgave: vzw De Ziener, Asse, 2005
- If it’s not art, it must be something else, catalogus n.a.v. een tentoonstelling van Stefaan Vermuyten (met een inleiding van Luk Lambrecht), uitgave: Galerij De Ziener vzw, Asse, 2011
- Van stof tot Asse, boek uitgegeven n.a.v. van de  9de editie van de gelijknamige kunstmanifestatie in Asse, uitgave: vzw De Ziener, Asse, 2014
- Anke Roder, The eye is the centre / Magnify me, (tentoonstellingscatalogus) , Schiedam, 2018
- Saudade, Kunstenfestival Watou 2019, tentoonstellingscahier, uitgave van Kunst/Stichting IJsberg vzw, Schore, 2019
- Stefaan Vermuyten- Z, MER - Borgerhoff & Lamberigts, Gent, 2021